# Eberhard Jabach

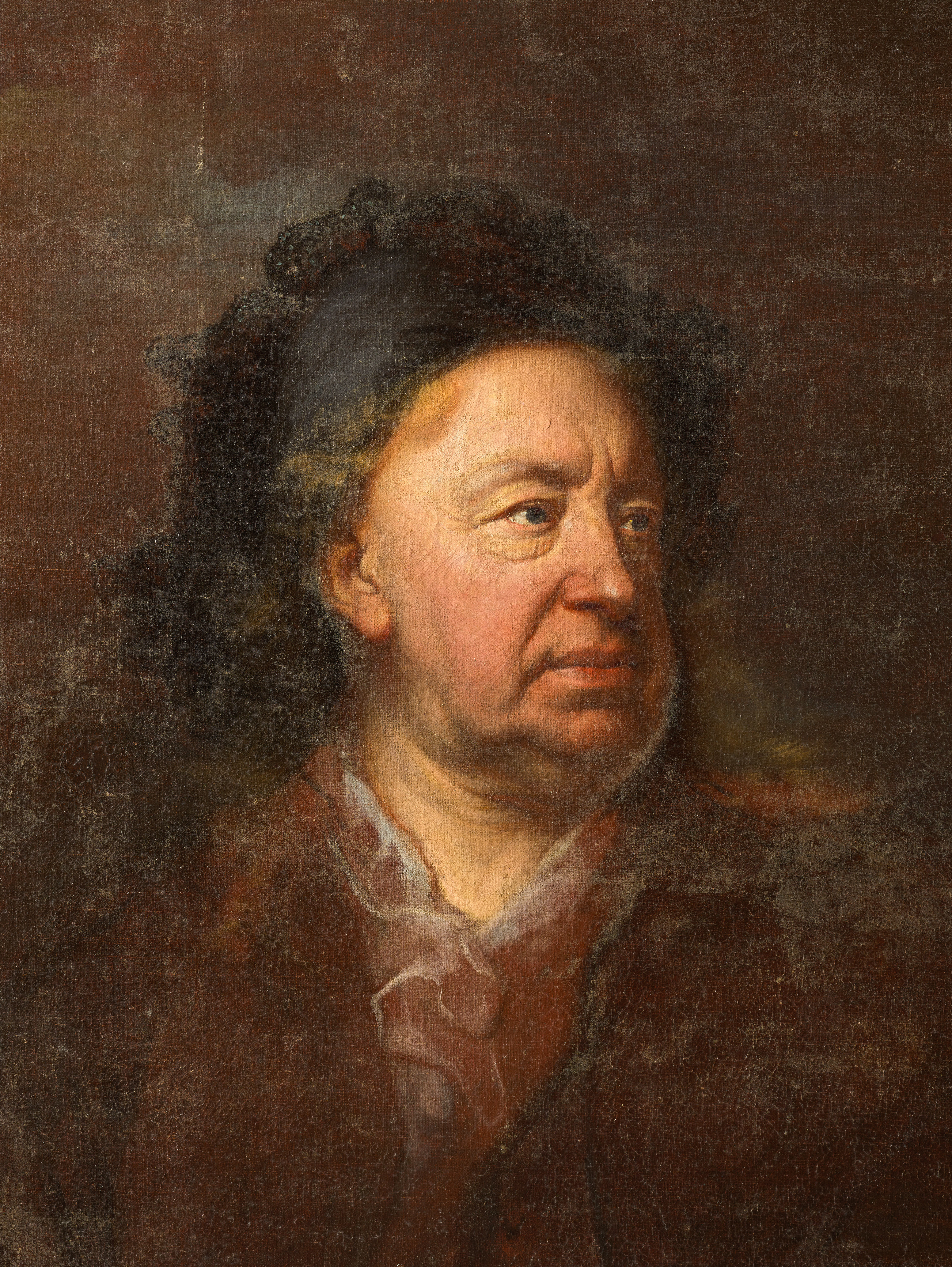
Gemälde von Hyacinthe Rigaud

Eberhard Jabach (auch Everhard IV. Jabach, * 10. Juli 1618 in Köln; † 9. März 1695 in Paris) war ein deutscher Finanzmann und Unternehmer, der der wohlhabenden Kölner Familiendynastie Jabach angehörte.

## Leben

Köln, Sternengasse 25a: Jabacher Hof, Sternensaal mit zweijochigem Sterngewölbe (1892)

Sein Vater war Eberhard Jabach III (* 21. Dezember 1567 in Antwerpen; † 23. Mai 1636 in Köln), dem Mitglied einer seit dem 14. Jahrhundert in Köln ansässigen Pelzhändler- und Kürschnerfamilie. Dieser heiratete 1594 die erst 14 Jahre alte Anna Reuter, beide erwarben am 21. Februar 1597 Grundstücke in der Kölner Sternengasse 25–25a, wo der Ehemann zunächst ein Kontor und Warenlager errichtete, das er 1615 zum Wohnhaus („Jabacher Hof“) umbaute. Zwischen 1606 und 1610 kamen vier Töchter in Köln zur Welt.
Der einzige Sohn Everhard Jabach IV. erhielt im Testament seines Vaters vom 3. März 1633 das Wohnhaus („Jabacher Hof“) in der Sternengasse 25–25a zugeschrieben. Er übernahm 1636 in Köln das Bankgeschäft des Vaters und reiste 1637 nach London, um dort Selbstporträts bei Anthonis van Dyck in Auftrag zu geben. Im November 1637 hielt er sich wieder in Köln auf. Hier gab Eberhard IV 1637 das wohl berühmteste Kölner Bild aus der Barockzeit, die „Kreuzigung Petri“ des Peter Paul Rubens, in Auftrag. Rubens konnte das Gemälde bis zu seinem Tode weitgehend fertigstellen. Es befindet sich seit 1642 in der Kirche St. Peter. Everhard IV zog 1638 nach Paris, wurde dort 1642 Kardinal Jules Mazarins Finanzverwalter und 1647 Bürger von Paris, ohne die Kölner Bürgerschaft aufzugeben. Am 28. Oktober 1648 heiratete er in Köln Anna Maria von Groote, die Tochter des Kölner Kaufmanns Heinrich von Groote; beide zogen nach Paris, wo 1650 die älteste Tochter Anna Maria zur Welt kam.
Nach der Hinrichtung König Karls I. im Jahre 1649 ersteigerte Eberhard IV in London im Rahmen des „Commonwealth Sale“ 100 wertvolle Gemälde und mehr als 6000 Zeichnungen und 1655 einen Teil der ehemaligen Sammlung Arundel. Durch seine Hand gingen nun die wichtigsten Meisterwerke der Renaissance und des Barock. Sein besonderes Augenmerk galt jedoch der Zeichnung als Sammlungsobjekt, ein Novum innerhalb der damaligen Kunstszene. Diese umfangreiche Sammlung brachte er in einem von Pierre Bullet 1659 für die Familie Jabach errichteten Hôtel particulier in der früheren rue Saint-Médéric 46 (1938 abgerissen; heute: rue Neuve Saint-Merri 42, das Haus stand auf dem heutigen Vorplatz des Centre Georges Pompidou) unter. Dort, wo die heutige rue Saint-Merri an den Vorplatz des Centre Georges Pompidou in Höhe des Café Beaubourg (Costes) und an die rue Saint-Martin stößt, hatte Jabach Wohnung, Kontor und Lager.

Familienporträt von Eberhard IV Jabachs Familie – Gemälde von Charles Le Brun (1660)

Charles Le Brun malte die Familie 1660 auf einem künstlerisch und historisch bedeutsamen Bild mit monumentalen Ausmaßen von 2,33 Meter × 3,25 Meter. Es zeigt die Familie von Eberhard Jabach IV., seine Gattin Anna Maria de Groote (1624–1701); abgebildet sind auch die Kinder Maria Anna (1650–1706), Helena (1654–1701), Everhard (1656–1721) und Säugling Heinrich (1659–1709). Die auf dem Boden liegenden Gegenstände (Bibel, Sebastiano Serlios Architekturführer, Kompass, Zeichnung, eine Marmorbüste, ein Buch und ein Globus) symbolisieren die kulturellen Interessen der Familie. Das Bild kam 1695 nach Köln und schmückte den Jabacher Hof. 1814 gelangte es zur Erbengemeinschaft der Familie von Groote, die es im Hause des Everhard von Groote in der Glockengasse 9 platzierte, wo es am 4. Mai 1886 versteigert wurde. Im Mai 2014 ersteigerte es das New Yorker Metropolitan Museum of Art. Goethe beschrieb das Bild begeistert in Aus meinem Leben. Dichtung und Wahrheit.
1662 musste Eberhard IV aus finanziellen Gründen den größten Teil seiner ersten wertvollen Gemäldesammlung für 330.000 Livres an König Ludwig XIV. verkaufen, der sie in sein „Cabinet du roi“ aufnahm und an den Louvre weitergab. Darunter befanden sich auch 5227 Blätter mit Zeichnungen von Michelangelo, Raffael und anderen Künstlern der italienischen Renaissance sowie Albrecht Dürer, Hans Holbein dem Jüngeren sowie dem im 17. Jahrhundert verschollenen Grünewald. Das Familienportrait wurde hingegen nicht an König Ludwig verkauft und gehört deshalb zu den wenigen Werken aus dem Besitz der Jabachs, die nicht im Louvre landeten. Everhard IV Jabach leitete seit 1664 als erster Direktor die neu gegründete französische Ostindischen Compagnie. Zu Geld kam Jabach wieder, als er 1667 in Corbeil-Essonnes auf Empfehlung des französischen Finanzministers Jean-Baptiste Colbert eine Büffelfell-Gerberei eröffnete, die ihm durch Lieferungen an das französische Heer ein Vermögen einbrachte. Erneut in finanzieller Not (bedrängt von seinen Gläubigern), verkaufte Jabach am 29. März 1671 an König Ludwig XIV. insgesamt 101 Gemälde und 5542 graphische Blätter der größten Meister für 221.338 Livres, die – wie die Kunstwerke des ersten Notverkaufs – den Grundbestand des heutigen Louvre bildeten. Everhard IV sammelte jedoch unbeeindruckt weiter und brachte es erneut auf 672 Gemälde, 4105 Zeichnungen und 303 Kupferplatten. Er konnte sich finanziell schnell erholen, denn im Jahre 1691 zählte Jabach wieder zu den „forts banquiers“ (große Bankiers) in Paris. Er wurde 1695 in der spätgotischen Kirche Saint-Merry bestattet.
Während Everhard IV seine Heimatstadt Köln nur noch selten besuchte, tauchte seine Frau hier häufiger auf, insbesondere bei den Geburten des zweiten und dritten Kindes. Seine Tochter Maria Anna und deren Kölner Ehemann Nicolas Fourment übernahmen 1695 die Büffelfell-Gerberei; das Pariser Haus hatte sie bereits 1671 verkauft.
Jabach ist von den bedeutendsten Malern seiner Zeit wie van Dyck, Peter Lely, Hyacinthe Rigaud – dem Hofmaler Ludwig XIV. – oder Charles Le Brun porträtiert worden.

## Gedenken
Zum Gedenken an den kölnischen Sammler hat die Stadt Köln 1966 die Jabach-Medaille gestiftet. Sie wird in unregelmäßigen Abständen an Persönlichkeiten verliehen, die sich um die Kölner Museen außerordentliche Verdienste erworben haben.